# 天作之合 (電影)
《天作之合》（英語：Materialists）是一部2025年美國浪漫劇情片，由席琳·宋編劇兼執導，達珂塔·強生、克里斯·埃文斯和佩德羅·帕斯卡主演。本片為宋的第二部長片導演作品。
該片由A24定檔2025年6月13日在美國院線上映，索尼影視娛樂國際公司負責國際發行。

## 剧情
露西·梅森（Lucy Mason）是一名从失意的女演员转型为成功婚姻介绍人的女性，任职于纽约的Adore婚介公司。她自愿保持独身，并坚信自己的人生结局若非孤独终老，便是嫁入豪门。
尽管事业成功，但客户日益不切实际的标准令她备感挫折。她的长期客户苏菲（Sophie）在愿意降低择偶标准后，其配对对象的初次约会成功率依然为零。在一次由她促成的婚礼上，她劝说了一位因感觉婚姻理由肤浅而犹豫不决的新娘完成仪式。在婚宴上，她拒绝了新郎的哥哥、金融家哈里·卡斯蒂略（Harry Castillo）的示好，并反建议他成为公司的客户。同时，她也意外重逢了在婚礼上担任餐饮服务员的前男友约翰·芬奇（John Finch），两人回忆起因共同的经济困境而分手的过往，例如曾在交往纪念日分享一份清真快餐。
哈里对露西展开追求，带她出入高档餐厅。露西起初对其动机表示怀疑，但最终被其诚意打动，两人正式确立关系。露西的乐观心态也影响到工作，苏菲的最新约会对象马克（Mark）向露西反馈约会愉快并希望继续发展。然而，当她得知马克侵犯了苏菲并因此导致Adore公司被起诉时，她的信心受到严重打击。
不久后，露西与哈里观赏了约翰主演的戏剧。演出结束后，约翰察觉到露西心烦意乱，试图安慰她，但其言辞无意中带有居高临下的意味，导致露西与哈里随即离去。露西不顾老板维奥莉特（Violet）因诉讼而下达的禁令，私下找到苏菲并道歉，但苏菲愤怒地拒绝，并指责她是一个为了业绩而罔顾客户安危的“皮条客”。
在准备与哈里前往冰岛旅行时，露西在他的行李中发现了订婚戒指，随后又得知他曾接受过胫骨延长增高手术。哈里坚持手术改善了他的人生，并询问这是否会影响露西对他的感情。尽管此事未改变她的看法，但露西意识到两人只是因为符合对方的择偶“条件”才在一起，并无真爱，最终他们和平分手。
分手后，露西因已将公寓转租而无处可去，只好暂住约翰家中。两人一同前往纽约上州旅行，并在闯入一场婚礼时接吻。当约翰询问复合的可能性时，露西因价值观冲突而表示不确定。约翰表明自己始终爱着她，而露西也承认自己过去因约翰的经济状况而忽略了两人之间的感情。
此时，露西接到苏菲的求助电话，称马克正在其公寓外骚扰，而警方拒绝干预。露西与约翰赶回市里，协助苏菲申请了限制令，两人也因此和解。约翰再次真诚地请求与露西复合，并承诺会努力工作以支持她，露西最终同意。
故事结尾，苏菲和哈里都成为了Adore的新客户。老板维奥莉特向露西提供了晋升为纽约办公室负责人的机会，露西表示会予以考虑。在中央公园，约翰向露西求婚，她欣然接受。片尾字幕显示，包括他们在内的多对情侣正在市政厅领取结婚证。

## 演員
- 達珂塔·強生飾演露西
- 克里斯·埃文斯飾演約翰
- 佩德羅·帕斯卡飾演哈里·卡斯蒂略
- 佐伊·溫特斯（英语：Zoë Winters）飾演蘇菲
- 瑪琳·愛爾蘭（英语：Marin Ireland）飾演維爾莉特
- 達莎·涅克拉索娃（英语：Dasha Nekrasova）飾演黛西（Daisy）
- 路易莎·雅各布森飾演夏綠蒂（Charlotte）
- 索耶·斯皮爾伯格（英语：Sawyer Spielberg）飾演梅森（Mason）
- 埃迪·卡希爾飾演羅伯特（Robert）
- 約瑟夫·李（英语：Joseph Lee (actor)）飾演崔佛（Trevor）
- 約翰·馬加羅（英语：John Magaro）飾演馬克·P（Mark P.，配音）

## 製作
《天作之合》由席琳·宋編導，於2024年2月對外宣布，由殺手影業的克莉絲汀·瓦秋與潘蜜拉·考夫勒聯合2AM的大衛·伊諾霍薩製作。達珂塔·強生、克里斯·埃文斯和佩德羅·帕斯卡擔任主演。同月，Deadline Hollywood網站報導稱，製片方正在尋找投資者，A24負責本土經銷及國際銷售，並帶著本片前往歐洲電影市場兜售發行權。IPR.VC為本片提供聯合融資。兩週後，據Deadline Hollywood報導，索尼影業以八位數的價格獲得了本片除俄羅斯、中國和日本以外的國際發行權。
電影2024年4月29日在紐約市展開主要拍攝，6月6日殺青。2024年5月，佐伊·溫特斯（Zoë Winters）、達莎·涅克拉索娃、路易莎·雅各布森和瑪琳·愛爾蘭被官方宣布加入演出陣容。本片由攝影指導夏畢耶·基西納使用35毫米底片拍攝而成；他此前與宋合作了《之前的我們》（2023年）。

## 發行
《天作之合》定檔2025年6月13日在美國上映，索尼影視娛樂國際公司負責國際發行。

## 反響

### 評價
《天作之合》在評論匯總網站爛番茄上基於279影評，好評度達80%；該網站共識：「《天作之合》是對傳統浪漫喜劇的成熟解構，在三位令人醉心的明星提供了迄今為止最有內涵的素材，同時也再次確立了席琳·宋作為現代愛情劇大師的地位。」電影在Metacritic網站上根據48條影評人的評論，加權平均分為69分（滿分100分），代表「普遍好評」。

## 外部連結
- 官方网站
- 互联网电影数据库（IMDb）上《天作之合》的资料（英文）
- 爛番茄上《天作之合》的資料（英文）
- AllMovie上《天作之合》的资料（英文）
- Metacritic上《天作之合》的資料（英文）
- Box Office Mojo上《天作之合》的资料（英文）
- 開眼電影網上《天作之合》的資料（繁體中文）
- 豆瓣电影上《天作之合》的資料 （简体中文）
- 时光网上《天作之合》的資料（简体中文）